# Antica Dolceria Bonajuto

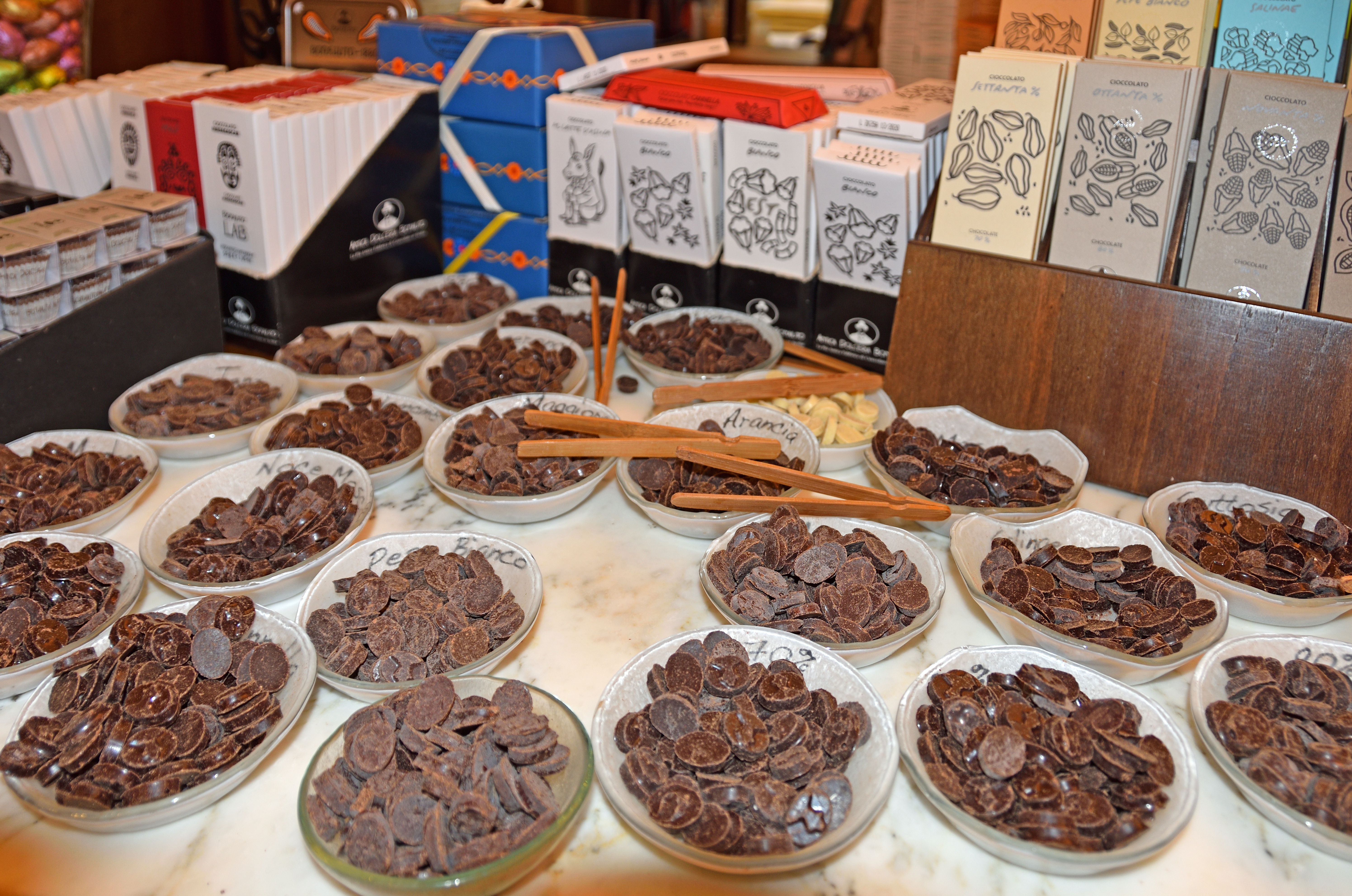

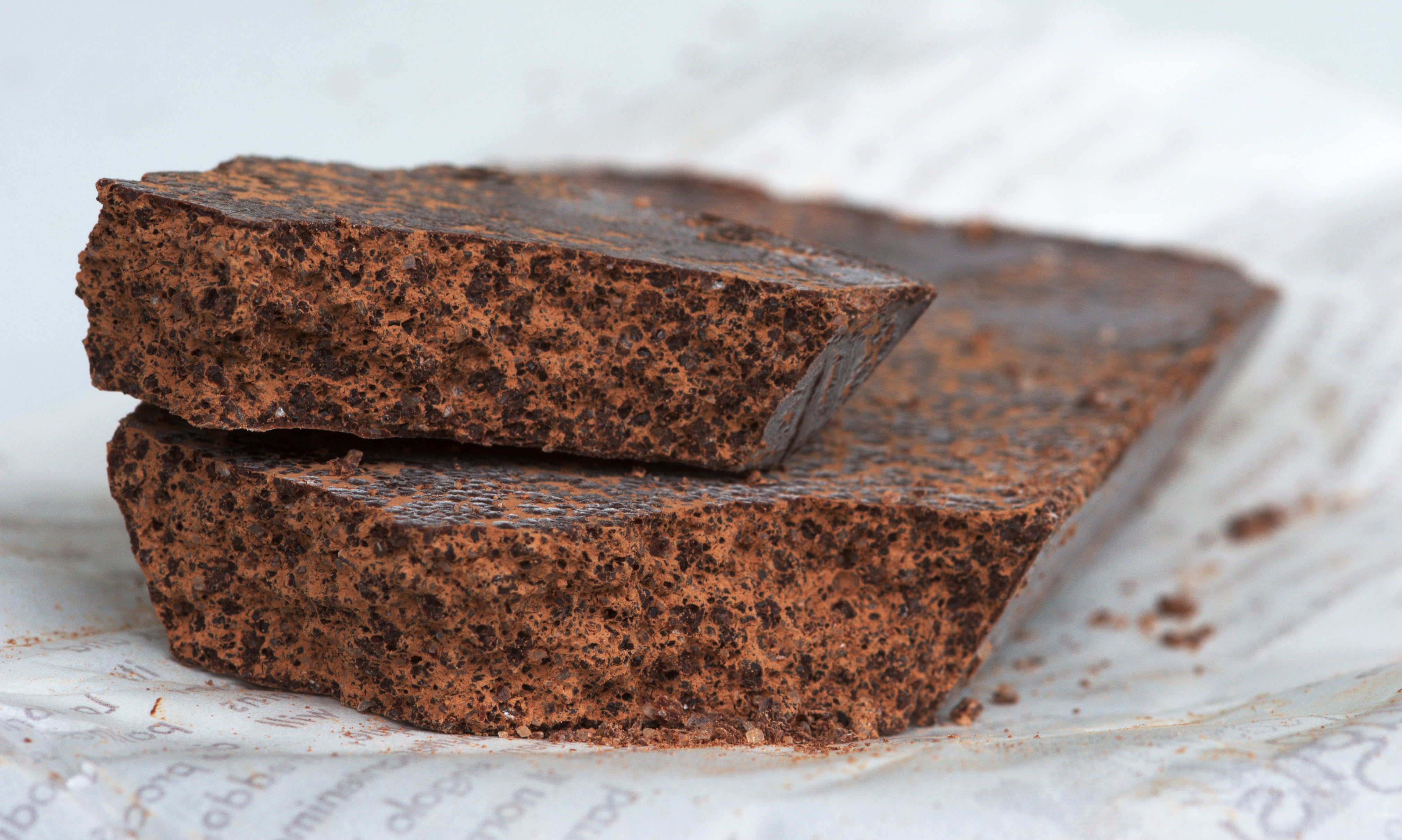
Chocolat de Modica.

Antica Dolceria Bonajuto est une chocolaterie fondée à Modica en 1880, connue comme la plus ancienne de Sicile et l'une des plus anciennes d'Italie.

## Histoire
Francesco Bonajuto a fondé le local actuel en 1880 mais avec le nom de Caffè Roma, un lieu de rencontre d'inspiration socialiste, qui est devenu Antica Dolceria Bonajuto en 1992.
Au fil des années, nombreuses personnalités illustres sont passées par la chocolaterie: l' écrivain, journaliste et critique d'art Leonardo Sciascia, son ami et collègue Gesualdo Bufalino (gagnant du Prix Strega en 1988) ou les journalistes américains Raymond Walter Apple Jr. du New York Times et Frederika Randall du Wall Street Journal et tant d'autres.

## Honneurs
Les chocolats de Francesco Bonajuto ont remporté la médaille d'or à l'Exposition universelle de 1911 de Turin, qui a été organisée en conjonction avec d'autres expositions nationales telles que celles de Rome (où Bonajuto a été récompensée) et de Florence.